# Bệnh tả
Bệnh tả, hoặc thổ tả, dịch tả (Tiếng Anh gọi là cholera) là một bệnh nhiễm trùng đường ruột do vi trùng Vibrio cholerae gây ra, độc tố của vi trùng này gây tiêu chảy nặng kèm theo mất nước và có thể dẫn đến tử vong trong một số trường hợp. Robert Koch là người nhận dạng được vi trùng gây bệnh tả vào năm 1883.
Các triệu chứng chính của bệnh là tiêu chảy và nôn mửa, gây mất nước. Bệnh truyền chủ yếu qua nước uống hoặc ăn các thức ăn đã bị nhiễm vi khuẩn có trong phân (chất thải) của người bệnh, bao gồm những người không có biểu hiện triệu chứng.
Việc điều trị chủ yếu là điều trị bù nước đường uống để thay thế nước và điện giải. Nếu việc bù nước không chấp nhận hoặc không cung cấp cải tiến đủ nhanh, có thể cung cấp chất lỏng qua đường tĩnh mạch. Thuốc kháng khuẩn đường dùng cho những người có bệnh nặng để rút ngắn thời gian và mức độ nghiêm trọng của bệnh. Trên toàn thế giới, bệnh tả ảnh hưởng đến 3-5 triệu người và gây ra 100.000-130.000 ca tử vong riêng trong năm 2010. Dịch tả là một trong những bệnh nhiễm trùng đầu tiên được nghiên cứu bằng các phương pháp dịch tễ học.

## Lịch sử
Bệnh tả có lẽ có nguồn gốc từ tiểu lục địa Ấn Độ; ở vùng châu thổ sông Hằng vào thời cổ đại. Bệnh tả xuất hiện ở châu Á vào khoảng 600 năm trước Công nguyên, ghi nhận lần đầu tiên trong y học vào năm 1563 tại Ấn Độ. Dịch xuất hiện đầu tiên từ các tuyến đường thương mại (trên đất liền và trên biển) đến Nga năm 1817, sau đó lan sang các phần còn lại của châu Âu, và từ châu Âu sang Bắc Mỹ. Có 7 trận đại dịch đã xảy ra trong 200 năm.
Năm 1832, gần 40.000 người dân Paris chết vì dịch tả, nạn nhân có cả quan tể tướng.
Dịch tả tấn công nước Anh vào năm 1848-1849 đã làm 70.000 người chết. Đại dịch năm 1854 đã cướp đi sinh mạng 1/8 dân số thành phố Luân Đôn.
Sang thời cận đại, riêng tại Bắc Kỳ thời Pháp thuộc năm 1937, dịch tả đã giết 75.000 người.
Dịch tả vào Peru vào năm 1991, lan truyền sang Ecuador, Colombia, México và Nicaragua, kết quả hơn 12.000 người chết.

### Lây lan thành bệnh dịch
Ước tính bệnh tả lây nhiễm cho 2,8 triệu người trên toàn cầu, và khiến khoảng 21.000-143.000 người chết mỗi năm, tính trong năm 2015. Bệnh diễn ra chủ yếu ở các nước đang phát triển Vào đầu những năm 1980, số người tử vong được cho là lớn hơn 3 triệu mỗi năm. Rất khó để tính toán chính xác mức độ lây nhiễm của bệnh, vì nhiều trường hợp không được báo cáo do không phát hiện ra, hoặc bị che giấu vì có thể có tác động tiêu cực đến du lịch của một quốc gia.
Bệnh tả vẫn tiếp tục tạo ra các đợt dịch tại nhiều nơi trên thế giới. Vào tháng 10 năm 2016, một đợt bùng phát dịch tả bắt đầu ở nước Yemen đang bị tàn phá bởi chiến tranh. WHO gọi đây là "đợt phát dịch tồi tệ nhất trên thế giới". Các đợt dịch lớn gần đây là đợt dịch tả ở Haiti những năm 2010 và dịch tả Yemen 2016–2021. Năm 2019, 93% trong số 923.037 ca nhiễm được báo cáo là ở Yemen (với 1911 ca tử vong) Từ tháng 9 năm 2019 đến tháng 9 năm 2020, toàn cầu có hơn 450.000 trường hợp mắc bệnh và hơn 900 trường hợp tử vong đã được báo cáo; tuy nhiên, những con số này được đẩy cao quá mức từ các quốc gia tính cả những trường hợp nghi ngờ (các trường hợp chưa được phòng xét nghiệm xác nhận), hoặc bị báo cáo thiếu từ các quốc gia tính sót các trường hợp chính thức (như Bangladesh, Ấn Độ và Philippines).
Mặc dù người ta đã biết nhiều về cơ chế lây lan của bệnh tả, nhưng điều này vẫn chưa dẫn đến sự hiểu biết đầy đủ về nguyên nhân làm cho dịch tả chỉ bùng phát ở một số nơi chứ không phải ở những nơi khác. Việc thiếu xử lý phân người và thiếu nước sạch đã tạo điều kiện cho sự lây lan của bệnh, nhưng các vùng nước có thể đóng vai trò như một bể chứa vi khuẩn, và hải sản được vận chuyển đi xa có thể làm lây lan dịch bệnh.
Bệnh tả không được biết đến ở châu Mỹ trong hầu hết thế kỷ 20, nhưng nó đã xuất hiện trở lại vào cuối thế kỷ đó. Sau đợt bùng phát dịch tả ở Haiti vào cuối những năm 2010, không có bất kỳ ca bệnh tả nào ở Châu Mỹ kể từ tháng 2 năm 2019. Tính đến tháng 8 năm 2021, bệnh thường lưu hành ở Châu Phi và một số khu vực Châu Á (Bangladesh, Ấn Độ và Yemen) Bệnh tả không phải là bệnh đặc hữu ở Châu Âu, tất cả các trường hợp được báo cáo đều có tiền sử du lịch đến các khu vực lưu hành bệnh.

#### Lịch sử bùng phát

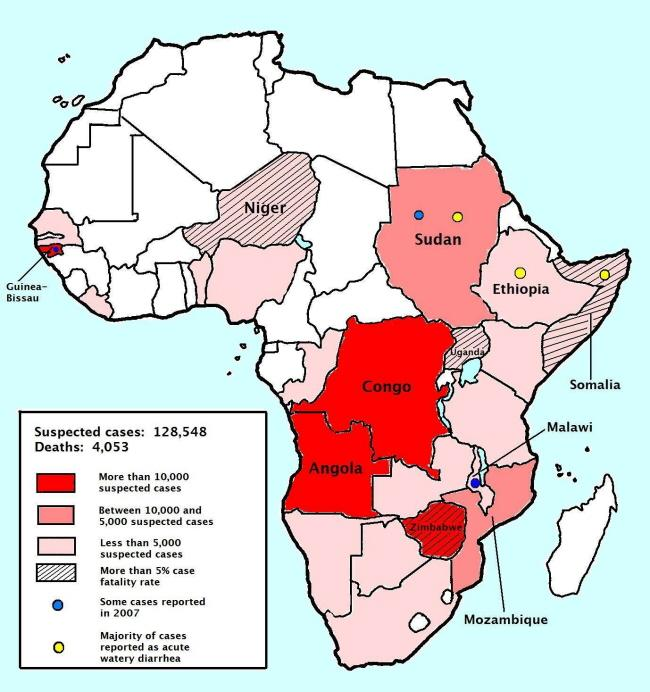
Bản đồ Dịch tả ở Zimbabwe, số liệu ngày 12 tháng 2 2009

Từ tiếng Anh "cholera" bắt nguồn từ tiếng Hy Lạp tiếng Hy Lạp: χολέρα kholera, bắt nguồn từ χολή kholē "bile". Bệnh tả có thể bắt nguồn từ tiểu lục địa Ấn Độ , bằng chứng là nó đã phổ biến tại khu vực đó trong nhiều thế kỷ.
Căn bệnh này xuất hiện trong các tài liệu châu Âu từ năm 1642, từ mô tả của bác sĩ người Hà Lan Jakob de Bondt trong cuốn sách De Medicina Indorum của ông. (từ "Indorum" của tiêu đề đề cập đến Đông Ấn. Ông cũng đưa ra những mô tả đầu tiên tại châu Âu về một số căn bệnh khác)
Các đợt bùng phát sớm ở tiểu lục địa Ấn Độ được cho là kết quả của điều kiện sống kém vệ sinh cũng như sự hiện diện của các vũng nước đọng, cả hai đều là điều kiện lý tưởng cho bệnh tả phát triển. Bệnh lần đầu tiên lây lan theo đường thương mại (đường bộ và đường biển) đến Nga vào năm 1817, sau đó đến phần còn lại của châu Âu, và từ châu Âu đến Bắc Mỹ và phần còn lại của thế giới, (do đó có tên là "bệnh dịch tả châu Á"). Bảy lần đại dịch tả đã xảy ra trong 200 năm qua, với đại dịch thứ bảy bắt nguồn từ Indonesia vào năm 1961.
Đại dịch tả đầu tiên xảy ra ở vùng Bengal của Ấn Độ, gần Calcutta bắt đầu từ năm 1817 đến năm 1824. Bệnh lây lan từ Ấn Độ sang Đông Nam Á, Trung Đông, Châu Âu và Đông Phi Sự di chuyển của các tàu biển và nhân viên của Quân đội và Hải quân Anh được cho là đã góp phần vào phạm vi của đại dịch, vì các con tàu này đã chở những người mắc bệnh đến các bờ biển của Ấn Độ Dương, từ châu Phi đến Indonesia và phía bắc tới Trung Quốc và Nhật Bản.
Trận đại dịch thứ hai kéo dài từ năm 1826 đến năm 1837 và đặc biệt ảnh hưởng đến Bắc Mỹ và Châu Âu do kết quả của những tiến bộ trong giao thông vận tải và thương mại toàn cầu, và sự gia tăng di cư của con người, bao gồm cả binh lính. Trận đại dịch thứ ba bùng phát vào năm 1846, kéo dài cho đến năm 1860, lan đến Bắc Phi và Nam Mỹ, lần đầu tiên ảnh hưởng đặc biệt đến Brazil. Trận đại dịch thứ tư kéo dài từ năm 1863 đến năm 1875, lan từ Ấn Độ đến Naples và Tây Ban Nha. Đại dịch thứ năm là từ năm 1881–1896 và bắt đầu ở Ấn Độ rồi lan sang châu Âu, châu Á và Nam Mỹ. Trận đại dịch thứ sáu bắt đầu từ 1899–1923. Những đại dịch này ít gây tử vong hơn do sự hiểu biết nhiều hơn về vi khuẩn tả. Ai Cập, bán đảo Ả Rập, Ba Tư, Ấn Độ và Philippines bị ảnh hưởng nặng nề nhất trong đợt dịch bệnh này, trong khi các khu vực khác bị nhẹ hơn. Tại Đức năm 1892 (chủ yếu là thành phố Hamburg, nơi có hơn 8.600 người chết) và Naples từ năm 1910–1911 cũng trải qua những đợt bùng phát dữ dội. Đại dịch thứ bảy bắt nguồn từ năm 1961 tại Indonesia và được đánh dấu bằng sự xuất hiện của một chủng mới, có biệt danh là El Tor, vẫn tồn tại (tính đến năm 2018) ở các nước đang phát triển.
Bệnh tả trở nên phổ biến vào thế kỷ 19. Kể từ đó nó đã giết chết hàng chục triệu người. Chỉ riêng ở Nga, từ năm 1847 đến năm 1851, hơn một triệu người đã thiệt mạng vì căn bệnh này. Nó đã giết chết 150.000 người Mỹ trong trận đại dịch thứ hai. Từ năm 1900 đến năm 1920, có lẽ 8 triệu người đã chết vì bệnh tả ở Ấn Độ. Bệnh tả trở thành dịch bệnh được báo cáo đầu tiên ở Hoa Kỳ do những ảnh hưởng đáng kể của nó đối với sức khỏe. Bác sĩ John Snow ở Anh là người đầu tiên xác định nước bị ô nhiễm là nguyên nhân gây bệnh vào năm 1854. Bệnh tả giờ đây không còn được coi là một mối đe dọa sức khỏe cấp bách ở châu Âu và Bắc Mỹ do việc lọc và khử trùng bằng clo tại các nguồn cung cấp nước máy, nhưng vẫn ảnh hưởng nặng nề đến các nước đang phát triển.
Trước đây, các tàu phải treo cờ vàng để kiểm dịch nếu có thuyền viên hoặc hành khách bị bệnh tả. Không ai trên tàu treo cờ vàng được phép vào bờ trong một thời gian dài, thường là 30 đến 40 ngày.
Trong lịch sử, nhiều bài thuốc chữa bệnh tả đã tồn tại trong dân gian. Nhiều phương pháp điều trị cũ dựa trên lý thuyết về chướng khí. Một số người tin rằng việc làm lạnh bụng khiến một người dễ mắc bệnh hơn và thắt lưng bằng vải nỉ và "thắt lưng chống bệnh tả" là những thứ thường thấy trong quân trang của quân đội. Theo Hahnemann, trong vụ bùng phát 1854–1855 ở Naples, long não đã được sử dụng Cuốn sách "Các biện pháp của mẹ" của T. J Ritter đã liệt kê xi-rô cà chua như một phương pháp điều trị tại nhà tại miền bắc nước Mỹ. Theo William Thomas Fernie, Elecampane đã được khuyên dùng ở Vương quốc Anh.
Loại vắc xin hiệu quả đầu tiên dành cho người được phát triển vào năm 1885, và loại kháng sinh hiệu quả đầu tiên được phát triển vào năm 1948.
Các ca bệnh tả ít xảy ra hơn nhiều ở các nước phát triển, nơi các chính phủ đã giúp thiết lập các biện pháp vệ sinh nguồn nước và các phương pháp điều trị y tế hiệu quả. Hoa Kỳ đã từng có vấn đề về bệnh tả nghiêm trọng tương tự như ở một số nước đang phát triển. Có ba đợt bùng phát dịch tả lớn vào những năm 1800, có thể là do vi khuẩn Vibrio cholerae lây lan qua các tuyến đường thủy nội địa như Kênh đào Erie và các tuyến đường dọc bờ biển phía đông. Hòn đảo Manhattan ở thành phố New York đã từng bị bệnh dịch tả xâm nhập từ các chuyến tàu biển. Vào thời điểm này, thành phố New York không có hệ thống vệ sinh hiệu quả như ngày nay, vì vậy bệnh tả đã có thể lây lan.
"Cholera morbus" là một thuật ngữ lịch sử được sử dụng để chỉ bệnh viêm dạ dày/ruột hơn là bệnh tả.

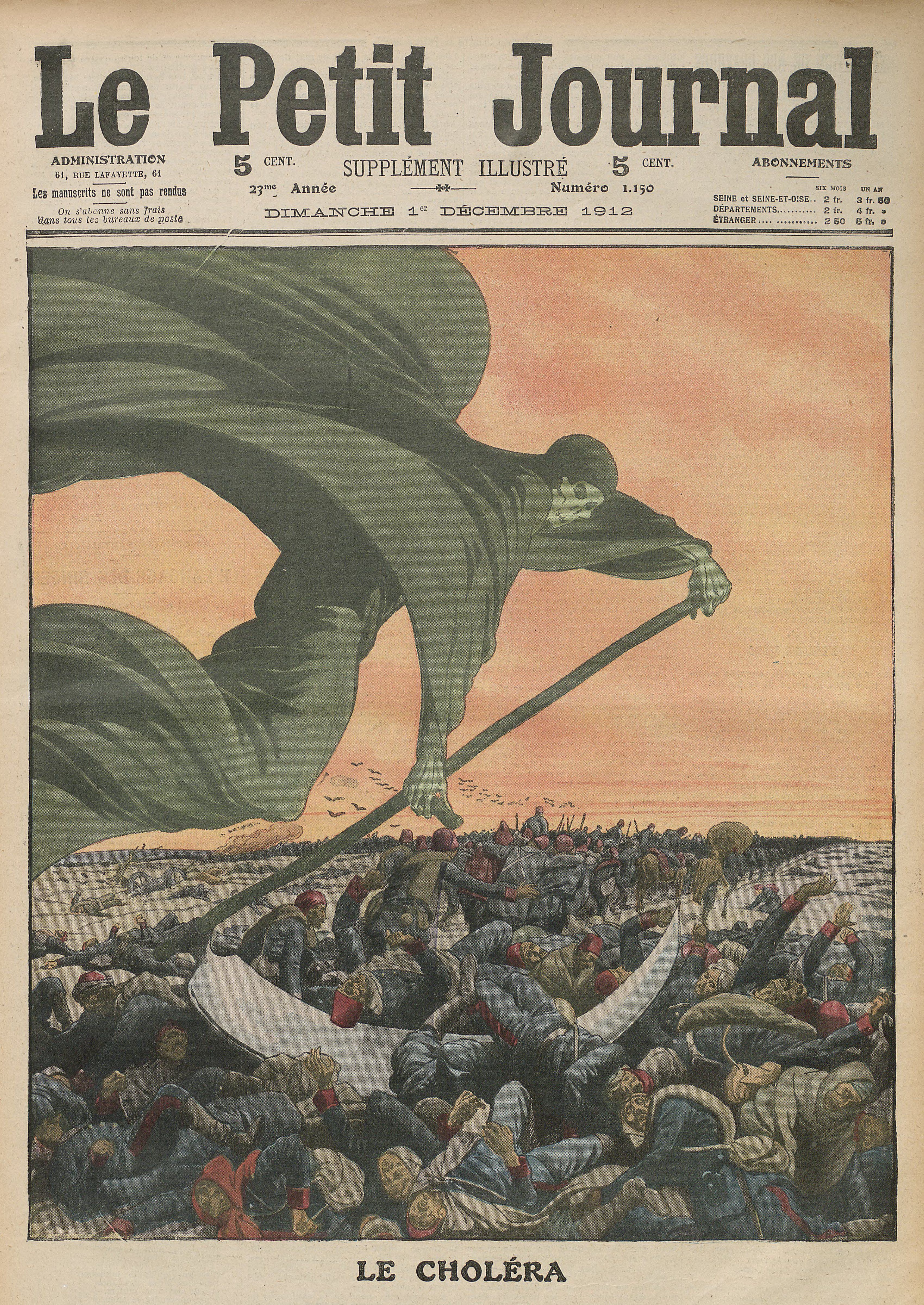
Bức vẽ Thần chết mang bệnh tả, trên Tạp chí Le Petit (1912).
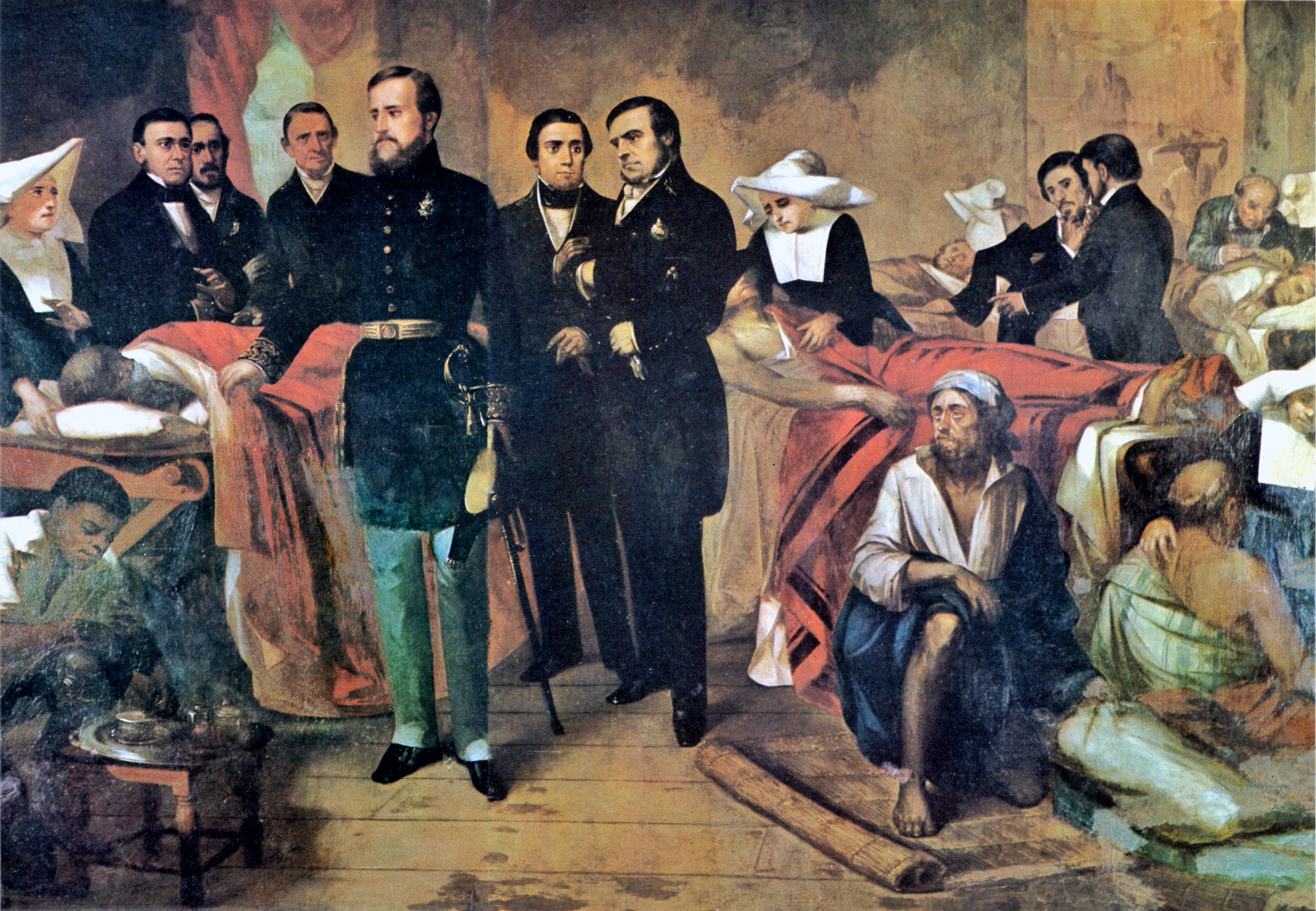
Hoàng đế Pedro II của Brazil đến thăm những người bị bệnh tả vào năm 1855.
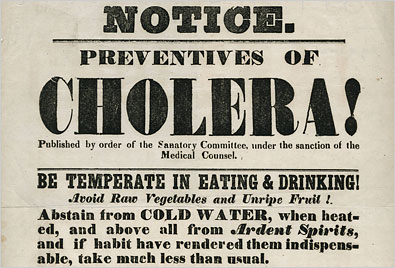
Truyền đơn của Ủy ban Y tế Thành phố New York năm 1832 — lời khuyên y tế công cộng lỗi thời này cho thấy sự thiếu hiểu biết về căn bệnh này và các yếu tố gây bệnh vào thời kỳ đó.

### Nghiên cứu

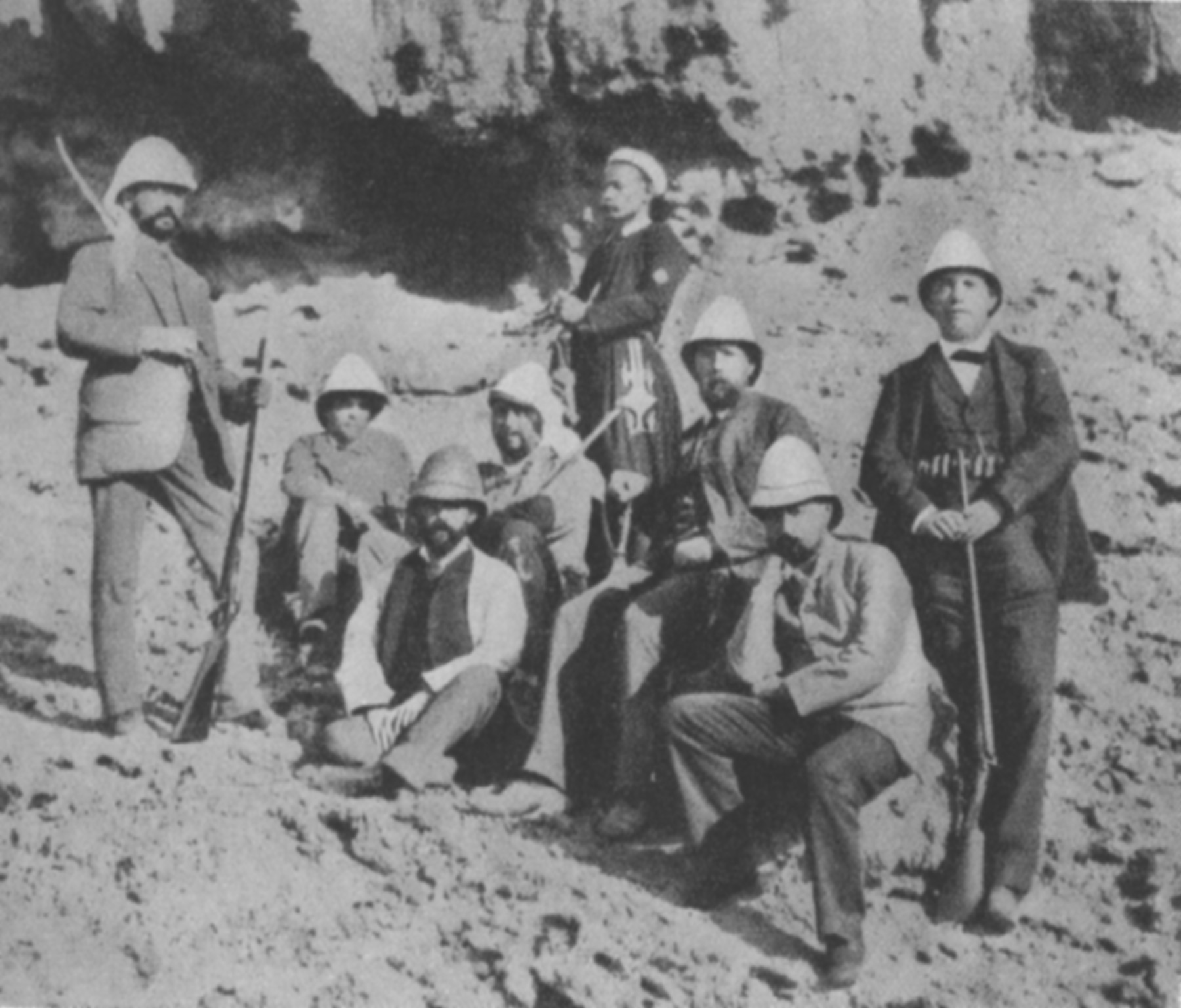
Robert Koch (thứ ba từ phải sang) trong một chuyến thám hiểm nghiên cứu bệnh tả ở Ai Cập năm 1884, một năm sau khi ông tìm ra vi khuẩn V. cholerae

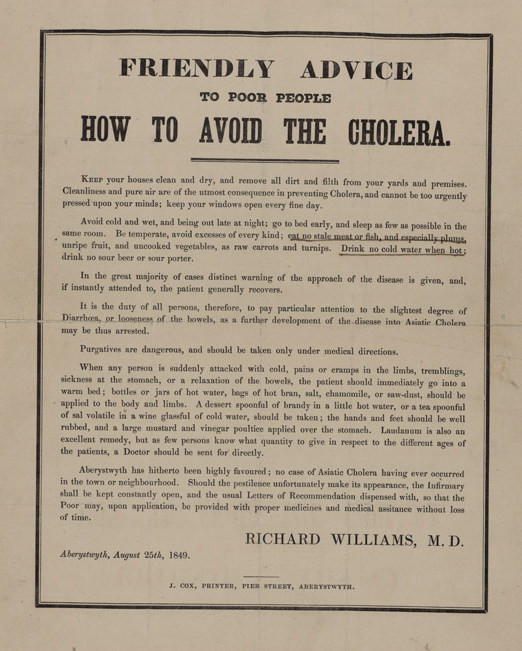
Tờ rơi tuyên truyền Làm thế nào để tránh bệnh tả; Aberystwyth; Tháng 8 năm 1849

Một trong những đóng góp lớn trong việc chống lại bệnh tả là của bác sĩ và nhà khoa học y tế John Snow (1813–1858), người vào năm 1854 đã tìm ra mối liên hệ giữa bệnh tả và nước uống bị ô nhiễm. Tiến sĩ Snow đề xuất nguồn gốc vi sinh vật đối với bệnh dịch tả vào năm 1849. Trong bài đánh giá "hiện đại" nổi tiếng của mình vào năm 1855, ông đã đề xuất một mô hình về cơ bản là hoàn chỉnh và chính xác cho nguyên nhân gây bệnh. Trong hai nghiên cứu trên thực địa về dịch tễ học mang tính tiên phong, ông đã có thể chứng minh sự ô nhiễm nguồn nước uống của con người là yếu tố trung gian truyền bệnh dễ xảy ra nhất trong hai trận dịch lớn ở London năm 1854. Mô hình của ông đã không được chấp nhận ngay lập tức, nhưng nó được coi là hợp lý, và sự phát triển của y học vi sinh trong 30 năm tới sẽ chứng minh đề xuất của ông là đúng. Do công trình nghiên cứu về bệnh tả, John Snow thường được coi là "Cha đẻ của Dịch tễ học".
Vi khuẩn này được nhà giải phẫu người Ý Filippo Pacini phân lập vào năm 1854, nhưng bản chất chính xác của nó và kết quả của ông không được nhiều người biết đến. Cùng năm đó, Joaquim Balcells Pascual người xứ Catalan cũng đã phát hiện ra vi khuẩn và vào năm 1856, có lẽ António Augusto da Costa Simões và José Ferreira de Macedo Pinto, hai người Bồ Đào Nha, cũng đạt kết quả như vậy.
Các thành phố ở các quốc gia phát triển đã đầu tư lớn vào việc cung cấp nước sạch và cơ sở hạ tầng xử lý nước thải từ giữa những năm 1850 đến những năm 1900. Điều này đã loại bỏ mối đe dọa của dịch tả ra khỏi các thành phố phát triển lớn trên thế giới. Năm 1883, Robert Koch đã xác định bằng kính hiển vi rằng V. cholerae là vi khuẩn gây bệnh.
Hemendra Nath Chatterjee, một nhà khoa học người Bengal, người đầu tiên đã xây dựng và chứng minh hiệu quả của việc bù nước muối (ORS) đối với bệnh tiêu chảy. Trong bài báo năm 1953 của mình, được xuất bản trên tạp chí The Lancet, ông nói rằng promethazine có thể khiến người bệnh ngừng nôn mửa khi bị bệnh tả và sau đó có thể bù nước bằng đường uống. Công thức của dung dịch nước là 4 gram muối ăn, 25 gram glucoza pha vào 1 lít nước

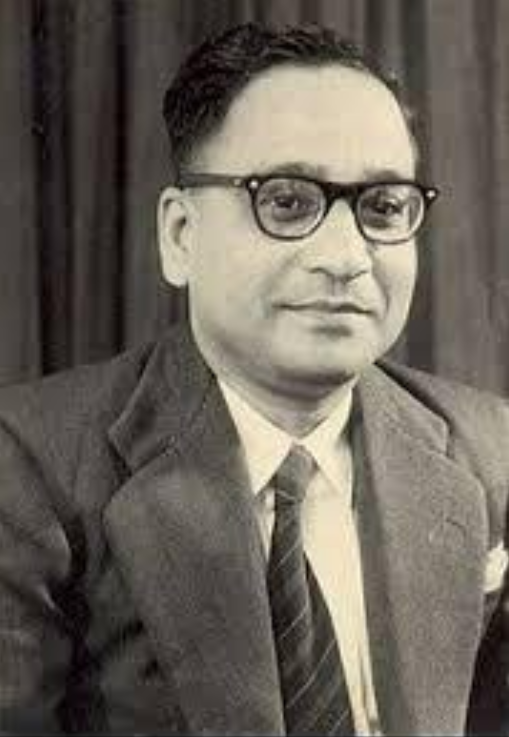
Giáo sư Sambhu Nath De, người đã phát hiện ra độc tố của vi khuẩn tả và chứng minh thành công sự truyền mầm bệnh tả bằng độc tố đường ruột của vi khuẩn

Nhà y học Ấn Độ Sambhu Nath De đã phát hiện ra độc tố vi khuẩn tả, mô hình động vật truyền bệnh tả, và trình diễn thành công phương pháp truyền mầm bệnh dịch tả Vibrio cholerae.
Robert Allan Phillips, làm việc tại Đơn vị Nghiên cứu Y khoa Hải quân Hoa Kỳ ở Đông Nam Á, đã đánh giá sinh lý bệnh của căn bệnh này bằng cách sử dụng các kỹ thuật hóa học hiện đại trong phòng thí nghiệm và phát triển một phác đồ bù nước. Nghiên cứu của ông đã được Quỹ Lasker trao giải thưởng vào năm 1967.
Gần đây hơn, vào năm 2002, Alam, đã nghiên cứu mẫu phân của các bệnh nhân tại Trung tâm Quốc tế về Bệnh tiêu chảy ở Dhaka, Bangladesh. Từ các thí nghiệm khác nhau mà họ tiến hành, các nhà nghiên cứu đã tìm thấy mối tương quan giữa sự di chuyển của V. cholerae qua hệ tiêu hóa của con người và tình trạng lây nhiễm gia tăng. Hơn nữa, các nhà nghiên cứu phát hiện ra vi khuẩn này tạo ra một trạng thái siêu nhiễm trong đó các gen kiểm soát quá trình sinh tổng hợp các axit amin và sắt ngay trước khi đi đại tiện. Những đặc điểm cảm ứng này cho phép vi khuẩn tả tồn tại được trong phân "nước gạo", một môi trường hạn chế oxy và sắt, của bệnh nhân bị nhiễm vi trùng tả.

### Chiến lược toàn cầu
Vào năm 2017, WHO đã đưa ra chiến lược "Chấm dứt bệnh Dịch tả: lộ trình toàn cầu đến năm 2030" nhằm mục đích giảm 90% số ca tử vong do bệnh tả vào năm 2030. Chiến lược này được phát triển bởi "Lực lượng đặc nhiệm toàn cầu về kiểm soát bệnh tả" (GTFCC). Mỗi quốc gia sẽ xây dựng kế hoạch cụ thể và giám sát tiến độ. Cách tiếp cận để đạt được mục tiêu này kết hợp giữa giám sát, vệ sinh nguồn nước, điều trị và vắc xin uống. Cụ thể hơn, chiến lược kiểm soát tập trung vào ba cách tiếp cận: i) phát hiện sớm và ứng phó với các ổ dịch để ngăn chặn bùng phát rộng, ii) ngăn chặn lây truyền bệnh tả thông qua cải thiện vệ sinh môi trường và vắc xin tại các điểm nóng, và iii) khuôn khổ toàn cầu để kiểm soát bệnh tả thông qua GTFCC.
WHO và GTFCC không coi việc loại trừ bệnh tả trên toàn cầu là một mục tiêu khả thi. Mặc dù con người là vật chủ duy nhất của bệnh tả, vi khuẩn này vẫn có thể tồn tại trong môi trường mà không cần vật chủ là người. Trong khi không thể xóa sổ hết vi khuẩn, có thể loại trừ việc lây truyền từ người sang người; và có thể loại trừ tại từng địa phương, gần đây nhất là trong đợt bùng phát dịch tả Haiti những năm 2010, nước này đã đạt được chứng nhận loại trừ bệnh tả vào năm 2022.
GTFCC có mục tiêu tại 47 quốc gia, 13 quốc gia trong số đó đã thiết lập các chiến dịch tiêm chủng.

## Dấu hiệu và triệu chứng

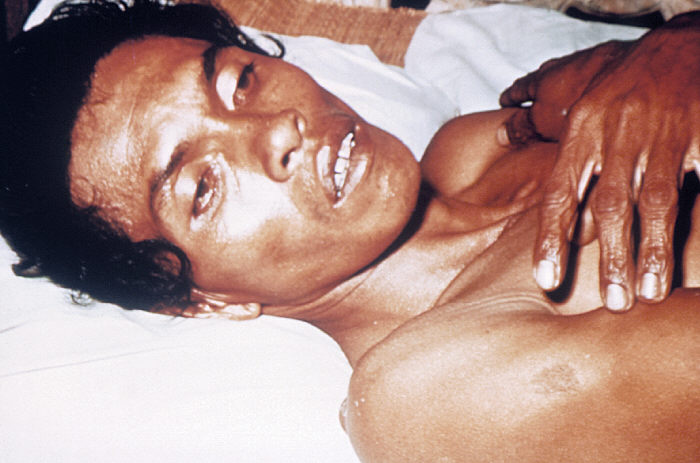
Một người bị mất nước nghiêm trọng do bệnh tả. Hốc mắt sâu, da nhăn

Các biểu hiện chính của bệnh tả là tiêu chảy nhiều, không đau và nôn mửa ra những chất dịch lỏng trong suốt. Các triệu chứng này thường bắt đầu bất ngờ, từ nửa ngày đến 5 ngày sau khi nhiễm khuẩn bằng đường ăn uống. Người bệnh tiêu chảy ra chất dịch thường được miêu tả giống như là "nước gạo" và có thể có mùi tanh. Một người bị tiêu chảy chưa được điều trị có thể thải ra 10 đến 20 lít nước chất thải một ngày gây tử vong. Đối với mọi người có triệu chứng, 3 đến 100 người bị nhiễm nhưng không có triệu chứng. Tiêu chảy đã từng được mệnh danh là "cái chết xanh" do da của bệnh nhân chuyển sang sắc xám xanh là kết quả của việc mất quá nhiều nước.

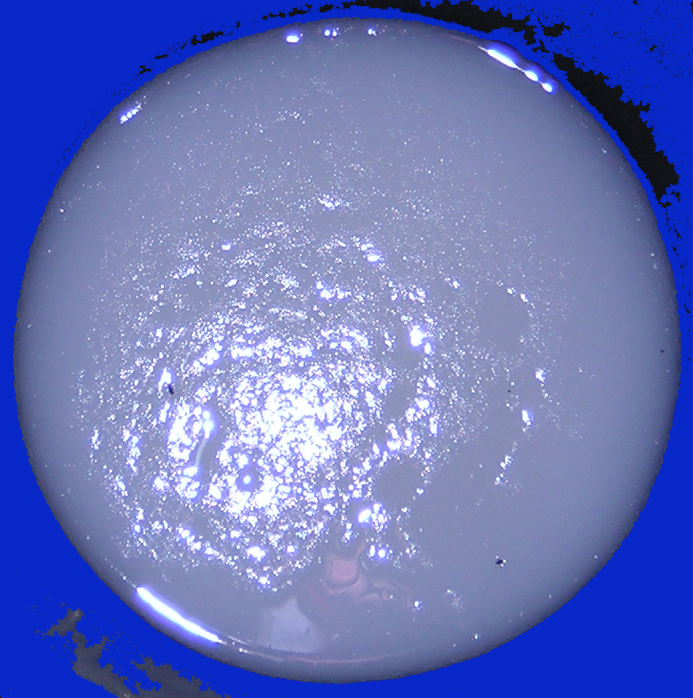
Kiểu tiêu chảy ra "nước gạo"

Nếu bị bệnh tiêu chảy nặng mà không điều trị bằng phương pháp bù nước qua tĩnh mạch, có thể đe dọa tính mạng do mất cân bằng điện giải và mất nước. Triệu chứng mất nước đặc trưng như huyết áp thấp, da bàn tay nhăn nheo, mắt trũng, và mạch đập nhanh.

## Nguyên nhân
Nguyên nhân gây ra bệnh tả thường là dùng nước nhiễm vi trùng gây bệnh. Vi trùng gây bệnh có nhiều nhất ở trong phân của người bệnh và trong nước thải có chứa phân. Ngoài ra cá và các thực phẩm khác từ nước nhiễm vi trùng gây bệnh cũng có thể là nguồn gây bệnh do nấu ăn không kỹ hoặc ăn hải sản sống. Loài vi khuẩn này có thể sống một cách tự nhiên trong bất kỳ môi trường nào.

### Tính nhạy cảm
Khoảng 100 triệu vi khuẩn phải đi vào đường tiêu hóa mới gây ra bệnh tả ở người lớn có sức khỏe bình thường. Tuy nhiên, liều này thì thấp hơn đối với những người có axit dạ dày bị thấp (ví dụ như những người sử dụng chất ức chế bơm proton). Trẻ em cũng nhạy cảm hơn, đối với trẻ 2 đến 4 tuổi có tỉ lệ mắc bệnh cao nhất. Tính nhạy cảm của mỗi người đối với bệnh tả cũng phụ thuộc vào nhóm máu của họ, trong đó người có nhóm máu O sẽ nhạy cảm nhất. Những người có hệ miễn dịch bị suy giảm, như người mắc bệnh AIDS hay trẻ bị suy dinh dưỡng cũng là những đối tượng dễ bị nhiễm.

### Truyền bệnh
Bệnh tả chủ yếu truyền qua nguồn thức ăn hoặc nguồn nước bị nhiễm khuẩn. Ở các nước phát triển, hải sản thường là nguyên nhân chính, còn ở các nước đang phát triển con đường truyền chủ yếu từ nguồn nước. Ngoài con người bệnh tả chỉ được tìm thấy trên hai nhóm động vật khác đó là: động vật có vỏ cứng và phiêu sinh.

## Cơ chế

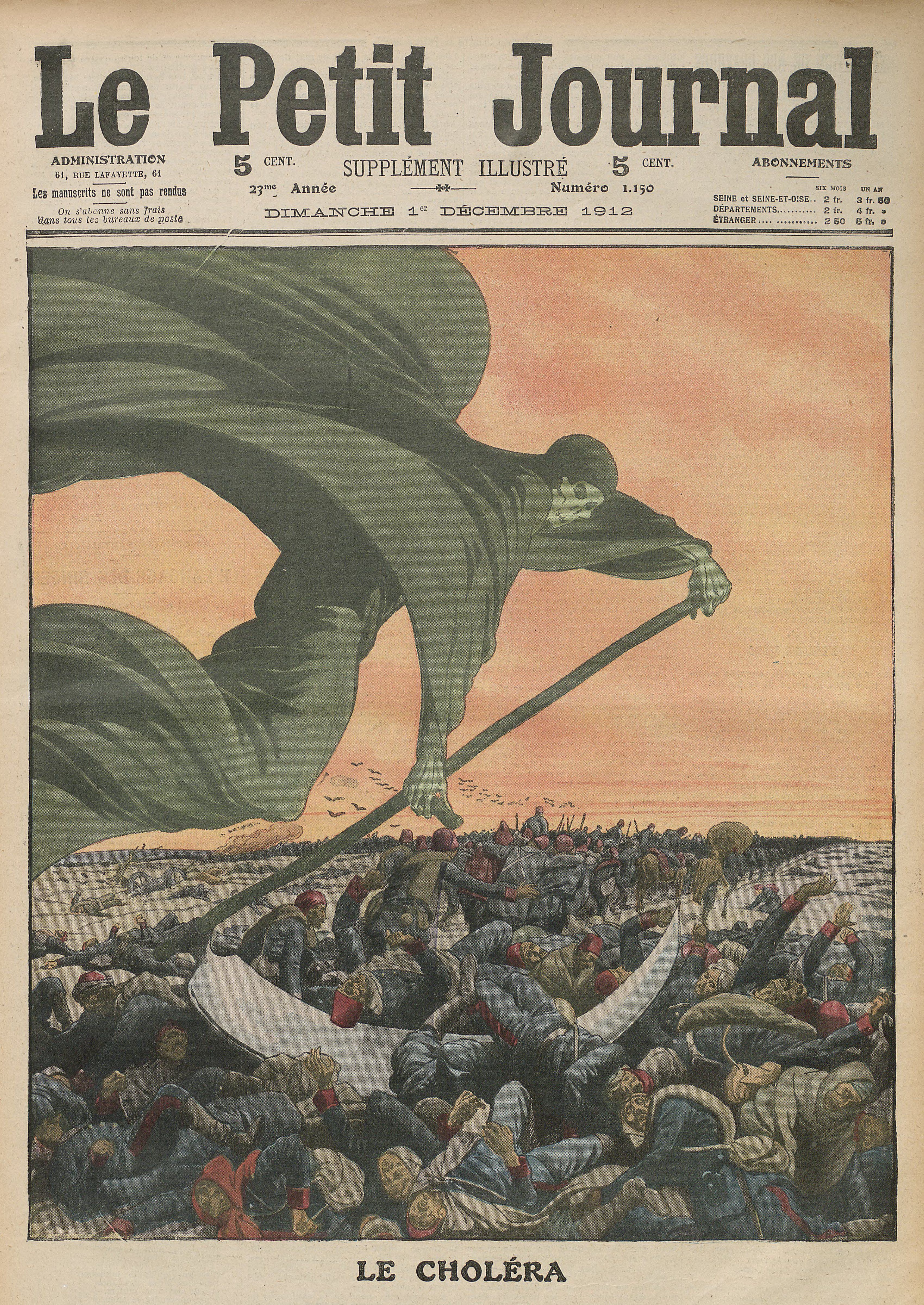
Hình vẽ thần chết mang bệnh tả đến, theo Le Petit Journal (1912)

Khi ăn vào, hầu hết vi khuẩn không sống sót được trong môi trường axit của dạ dày người. Một vài con còn sống sót sẽ bảo tồn năng lượng và thức ăn đã tích trữ trong quá trình đi qua dạ dày bằng cách ngừng sản xuất phần lớn protein. Khi vi khuẩn sống sót đi qua khỏi dạ dày và đến ruột non, chúng cần đẩy mình qua màng nhầy dày của ruột để đến thành ruột, nơi mà chúng có thể phát triển mạnh. Vi khuẩn V. cholerae bắt đầu sản xuất các protein flagellin hình trụ rỗng để tạo roi, chúng là các sợi xoắn xoay để đẩy mình qua chất nhầy của thành ruột non.
Một khi vi khuẩn tả đến được thành ruột non, chúng sẽ không cần roi để di chuyển nữa. Vi khuẩn bắt đầu dừng sản xuất protein flagellin để bảo tồn năng lượng và dinh dưỡng bằng cách trộn các protein mà chúng có được từ các chất hóa học xung quanh bị thay đổi. Khi đến thành ruột, V. cholerae bắt đầu sản xuất các protein có độc làm người bị nhiễm tiêu chảy. Điều này mang các lứa vi khuẩn mới vào nguồn nước uống và sẽ đi vào những vật chủ tiếp theo nếu không có các biện pháp vệ sinh thích hợp và đúng chỗ.
Chất độc vi khuẩn tả (CTX hay CT) là một chất phức tạp gồm 6 đơn vị protein: một bản sao duy nhất của tiểu đơn vị A (phần A), và năm bản sao của tiểu đơn vị B (phần B), được liên kết với nhau bởi liên kết disulfua. Năm tiểu đơn vị B tạo thành một vòng có 5 thành phần liên kết với các ganglioside GM1 trên bề mặt của các tế bào biểu mô ruột. Tỉ lệ A1 của tiểu đơn vị A là một enzym mà các G protein ADP-ribosylates, trong khi chuỗi A2 khớp với lỗ rỗng trung tâm của vùng tiểu đơn vị B. Tùy thuộc vào liên kết, phức hợp này được đưa vào tế bào thông qua endocytosis hấp thụ trung gian. Khi vào bên trong tế bào, liên kết disulfua bị giảm, và tiểu đơn vị A1 được tự do kết hợp với một protein của người được gọi là ADP-ribosylation factor 6 (Arf6). Sự liên kết thể hiện vị trí hoạt động của nó, cho phép nó ribosylate vĩnh viễn tiểu đơn vị alpha Gs của protein heterotrimeric G. Điều này tạo ra cAMP, chất này sau đó làm tiết ra H2O, Na+, K+, Cl−, và HCO3− trong ruột non và gây mất nước nhanh. Các gen mã hóa độc tố tả được đưa vào V. cholerae bằng cách chuyển gen ngang. Chủng độc lực của V. cholerae mang một biến thể của bacteriophage được gọi là CTXf hay CTXφ.

## Chẩn đoán
Một que thử nhanh được dùng để xác định sự hiện diện của V. cholerae. Trong các mẫu này nó cho kết quả dương tính, các thử nghiệm sau đó cần nên tiến hành để xác định sức kháng kháng sinh. Trong các tình huống có dịch, chẩn đoán lâm sàng cần được thực hiện bằng cách lấy lời khai lịch sử bệnh của bệnh nhân và thực hiện các điều tra ngắn. Việc điều trị thường được tiến hành mà không cần hoặc trước khi xác nhận rõ thông tin phân tích từ phòng thí nghiệm.
Mẫu phân và tăm bông được thu thập từ trường hợp bệnh cấp tính, trước khi sử dụng kháng sinh, là hữu ích cho công tác chẩn đoán trong phòng thí nghiệm. Nếu bị nghi ngờ là dịch tả, tác nhân gây bệnh phổ biến là V. cholerae O1. Nếu nhóm V. cholerae serogroup O1 không được cô lập, công tác trong phòng thí nghiệm cần thử V. cholerae O139. Tuy nhiên, nếu các chủng này cũng không được cô lập, cần phải gởi mẫu phân đến phòng thí nghiệm đối chiếu. Nhiễm V. cholerae O139 nên được báo cáo và xử lý theo cách tương tự với bệnh gây ra bởi V. cholerae O1. Bệnh tiêu chảy có liên quan nên được tham chiếu với bệnh tả và phải được báo cáo trong trường hợp ở Hoa Kỳ.

## Phòng tránh
Bệnh tả có thể tránh nếu có ý thức với bản thân và cộng đồng, bằng cách ăn chín và uống sôi. Tuyệt đối không ăn: rau sống, hải sản tươi sống, tiết canh, uống nước đá... trái cây phải ngâm nước muối, gọt sạch vỏ trước khi ăn. Tay chân luôn vệ sinh sạch sẽ, rửa tay bằng xà phòng sạch sẽ trước khi ăn uống và sau khi đi vệ sinh. Khi thành dịch thì dịch tả có tốc độ lây lan và gây tử vong khủng khiếp, không như tiêu chảy.
Mặc dù bệnh tả có thể đe dọa đến tính mạng, nhưng việc phòng chống bệnh này sẽ đạt hiệu quả nếu như thực hiện tốt công tác đảm bảo vệ sinh môi trường. Ở những nước phát triển, do hệ thống xử lý nước tiên tiến và việc áp dụng tốt các biện pháp vệ sinh môi trường, bệnh tả không còn là mối đe dọa sức khỏe chính. Đợt bùng nổ bệnh tả lớn gần đây nhất xảy ra ở Hoa Kỳ vào năm 1910–1911. Một số biện pháp hiệu quả về vệ sinh môi trường nếu được thiết lập và thực hiện đúng lúc sẽ ngăn chặn được đại dịch. Một số điểm chính làm gián đoạn con đường lan truyền bệnh có thể thực hiện như:
- Khử trùng: Thải các chất thải đúng cách và xử lý nước thải phân của người bệnh tả và tất cả những vật dụng bị nhiễm như quần áo, giường chiếu là cần thiết. Tất cả các vật dụng tiếp xúc với bệnh nhân phải được khử trùng bằng nước nóng hoặc dùng nước javen nếu có thể. Bàn tay chạm vào bệnh nhân hoặc quần áo, giường chiếu của họ nên rửa sạch và khử trùng bằng nước clo hoặc các chất kháng khuẩn có hiệu quả khác.
- Nước thải: Xử lý nước thải bằng các chất diệt khuẩn như clo, ôzôn, tia tử ngoại, hoặc các biện pháp khác trước khi thải nước vào nguồn tiếp nhận để ngăn ngừa lây lan bệnh.
- Nguồn: Những cảnh báo về khả năng nhiễm khuẩn nên được dán xung quanh các nguồn nước bị nhiễm cùng các hướng dẫn cụ thể cho việc khử trùng (đun sôi, khử trùng bằng clo,...) trước khi sử dụng.
- Lọc nước: Tất cả nguồn nước dùng trong uống, giặt giũ, nấu ăn nên được khử trùng như cách đã nêu trên là đun sôi, khử bằng clo, xử lý nước bằng ozon, tia cực tím hoặc lọc kháng khuẩn ở những nơi có thể có mặt bệnh tả.
- Chăm sóc: Cần đeo găng tay y tế khi loại bỏ chất thải của bệnh nhân nhiễm dịch tả và không đổ xuống ao hồ, sông suối vì thế sẽ tăng nguy cơ bị nhiễm dịch tả.

### Giám sát
Giám sát và báo cáo kịp thời giúp khoanh vùng lây lan dịch bệnh. Bệnh tả phát triển theo mùa ở một số nước có căn bệnh này ở dạng đặc hữu (thường xuyên) chủ yếu vào mùa mưa. Hệ thống giám sát giúp cảnh báo sớm khả năng phát dịch, và có những biện pháp ứng phó kịp thời. Hệ thống giám sát hiệu quả cũng có thể cải thiện việc đánh giá nguy cơ bùng phát dịch tả tiềm năng. Hiểu biết về mùa vụ và vị trí của dịch cung cấp hướng dẫn cho việc cải thiện hoạt động kiểm soát dịch tả cho những vùng dễ bị tổn thương nhất. Để việc phòng chống hiệu quả, điều quan trọng là các trường hợp phát bệnh nên thông báo với cơ quan y tế quốc gia.

### Tiêm vắc-xin

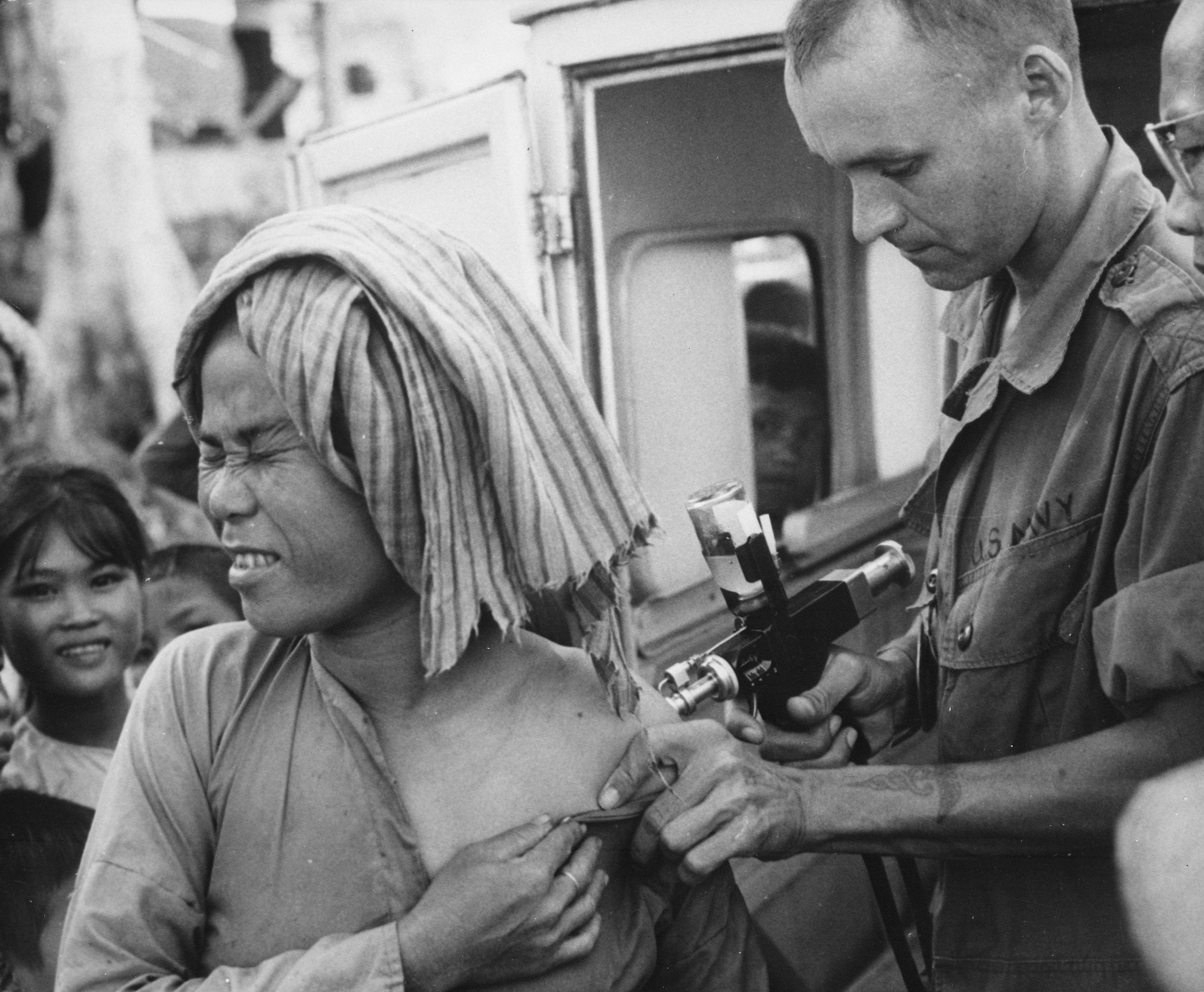
Quân nhân Hoa Kỳ tiêm phòng chống dịch tả năm 1966 ở Châu Đốc, Việt Nam

Một lượng lớn vắc-xin tả an toàn và hiệu quả dùng qua đường uống đã có. Tổ chức Y tế Thế giới (WHO) khuyến cáo tiêm chủng của các nhóm có nguy cơ cao như trẻ em, người bị nhiễm HIV, ở những quốc gia mà bệnh này là đặc hữu. Nếu người dân được tiêm chủng mở rộng, các kết quả miễn dịch đàn, sẽ làm giảm số lượng nhiễm khuẩn trong môi trường.

### Lọc Sari
Một phương pháp tương đối rẻ và hiệu quả đề phòng chống lây truyền vi khuẩn V. cholera là thực hiện gấp sari (một loại vải) nhiều lần để tạo ra một bộ lọc đơn giản đối với nước uống. Vải sari được gấp 4 đến 8 lần có thể tạo ra một màng lọc đơn giản nhằm làm giảm số lượng vi khuẩn V. cholera hoạt động trong nước được lọc.
Giáo dục sử dụng bộ lọc sari đúng cách là bắt buộc, vì có mối tương quan thuận giữa việc lạm dụng sari và tỉ lệ trẻ bị tiêu chảy; vải sari bẩn của người phụ nữ mặc là các véc tơ truyền bệnh đường ruột ở trẻ nhỏ. Việc giáo dục những nhóm dân cư có nguy cơ nhiễm bệnh cao sử dụng sari đúng cách có thể giảm các bệnh liên quan đến V. cholera.

## Dịch tễ học
Bệnh tả ảnh hưởng khoảng 3-5 triệu người trên khắp thế giới, và gây ra 58.000–130.000 ca tử vong mỗi năm tính đến năm 2010. Các trường hợp này chủ yếu xuất hiện ở các nước đang phát triển. Vào đầu thập niên 1980, số ca tử vong được tin là hơn 3 triệu người mỗi năm. Rất khó để tính chính xác số ca bệnh, vì nhiều trường hợp tử vong không được báo cáo do người ta lo ngại rằng nó sẽ ảnh hưởng tiêu cực đếnh hoạt động du lịch của quốc gia. Bệnh tả vẫn còn tồn tại quy mô dịch và đặc hữu ở nhiều khu vực trên thế giới.
Mặc dù biết khá rõ về cơ chế của việc lây lan bệnh tả, nhưng điều này không dẫn đến việc hiểu đầy đủ về việc phát dịch ở một vài nơi nhưng nơi khác lại không. Thiếu xử lý chất thải phân và thiếu xử lý nước uống tạo điều kiện cho bệnh lây lan, nhưng những vùng cung cấp nước như các hồ chứ nước, và hải sản được vận chuyển đến những vùng xa có thể phát tán dịch bệnh. Dịch tả không được biết đến ở châu Mỹ trong hầu hết hết kỷ 20, nhưng nó xuất hiện trở lại vào cuối thế kỷ XX này.

## Chữa trị
Biện pháp chữa trị quan trọng nhất là phải cung cấp lại đầy đủ nước, đường và muối, thường phải được tiêm vào mạch máu để không phải qua đường ruột. Ở các nước Thế giới thứ ba, người ta cũng chữa trị thành công và đơn giản bằng cách cho uống nước thay thế. Tổ chức Y tế thế giới (WHO) khuyên nên cho uống một dung dịch đường và muối gồm có các thành phần sau:
- Glucose (đường nho) 20 g/l
- Natri cacbonat 2,5 g/l
- Natri chloride (muối ăn) 3,5 g/l
- Kali chloride 1,5 g/l

Với những biện pháp này tỷ lệ tử vong có thể giảm từ 60% xuống còn 1%. Cách phòng bệnh tốt nhất là phải sử dụng nước sạch trong ăn uống và sinh hoạt. Chủng ngừa bệnh chỉ có hiệu lực trong vòng khoảng 6 tháng và chỉ ở khoảng 80% người được tiêm chủng.

## Nhóm máu và bệnh tả
Các nghiên cứu gen mới đây cho thấy rằng mức độ dễ bị lây nhiễm của một người đối với bệnh tả phụ thuộc vào nhóm máu của họ. Người có nhóm máu O dễ bị lây nhiễm nhất trong khi người có nhóm máu AB có khả năng kháng cự nhiều nhất, gần như là miễn nhiễm. Giữa hai thái cực này là những người có nhóm máu A và B với nhóm máu A có khả năng kháng cự nhiều hơn nhóm máu B.

## Ca bệnh nổi bật
Một số người nổi tiếng đã chết vì bệnh tả:
- Nhạc sĩ Tchaikovsky thường được được cho là qua đời vì bệnh tả do uống nước chưa đun sôi vài ngày trước đó tại một bệnh viện. Mẹ của Tchaikovsky cũng chết vì bệnh tả. Tuy nhiên, một số học giả, bao gồm nhà âm nhạc học người Anh David Brown và nhà viết tiểu sử Anthony Holden, đã đưa ra giả thuyết rằng cái chết của ông là do tự sát.
- Sadi Carnot, nhà vật lý học, sáng lập ngành nhiệt động học (mất 1832)[76]
- Charles X, Vua Pháp (mất 1836)[77]
- James K. Polk, tổng thống thứ mười một của Hoa Kỳ (mất 1849)[78]
- Carl von Clausewitz, nhà lý thuyết chính trị người Đức (mất 1831)[79]
- Maria Agata Szymanowska, nhà soạn nhạc và nhạc công Ba Lan (mất 1831)

Nikola Tesla, nhà phát minh, kỹ sư và nhà tương lai học người Mỹ gốc Serbia nổi tiếng với những đóng góp trong việc thiết kế hệ thống điện xoay chiều (AC) hiện đại, đã mắc bệnh dịch tả vào năm 1873 ở tuổi 17. Ông đã nằm liệt giường trong 9 tháng và gần chết nhiều lần, nhưng đã sống sót và hồi phục hoàn toàn.

## Xã hội và văn hóa
Tổ chức Y tế thế giới khuyến cáo nên tập trung phòng ngừa, chuẩn bị và đối phó với sự lan truyền của bệnh tả. Họ cũng nhấn mạnh tầm quan trọng của hệ thống giám sát. Chính quyền có thể đóng vai trò trong tất cả các lĩnh vực này. Điều này có nghĩa là chính quyền của quốc gia sở tại có thể đóng vai trò quan trọng trong phòng ngừa bệnh tả hoặc làm giảm mức độ lây nhiễm của bệnh.